# Hedgpethia articulata
Hedgpethia articulata is een zeespin uit de familie Colossendeidae. De soort behoort tot het geslacht Hedgpethia. Hedgpethia articulata werd in 1908 voor het eerst wetenschappelijk beschreven door Loman. 